# White Cliffs
White Cliffs – miasto w Australii, w stanie Nowa Południowa Walia.